# Román Hernández Onna
Román Hernández Onna (* 23. November 1949 in Santiago de Cuba; † 1. Juni 2021) war ein kubanischer Schachspieler.
Die kubanische Einzelmeisterschaft konnte er 1982 in Sagua la Grande gewinnen. Er spielte für Kuba bei acht Schacholympiaden: 1970, 1972, 1978 bis 1984, 1988 und 1990. Außerdem nahm er einmal an der Mannschaftsweltmeisterschaft (1989) in Luzern und an zwei panamerikanischen Meisterschaften (1971, 1991) teil.
Im Jahre 1975 wurde ihm der Titel Internationaler Meister (IM) verliehen, 1978 der Titel Großmeister (GM). Seine höchste Elo-Zahl war 2500 im Januar 1979.
Seit 2014 war er außerdem FIDE-Trainer.
| Hier fehlt eine Grafik, die leider im Moment aus technischen Gründen nicht angezeigt werden kann. Wir arbeiten daran! |